# Jacob Meijer
Jacob Meijer, més conegut com a Jaap Meijer (Amsterdam, 20 d'abril de 1905 - Meer, Bèlgica, 2 de desembre de 1943) va ser un ciclista neerlandès que fou professional entre 1926 i 1932. Va morir en un accident de cotxe.
Com a ciclista amateur va prendre part en els Jocs Olímpics de París de 1924, en què guanyà la medalla de plata en la prova de velocitat, per darrere de Lucien Michard.

## Palmarès
- 1925
  -  Campió del món de velocitat amateur